# Krujë
Krujë là một đô thị trong quận Krujë thuộc hạt Durrës, Albania. Dân số năm 2005 là 13113 người.